# ولادة عجولة
يشير مصطلح الولادة العجولة إلى الولادة بعد مخاض سريع بشكل غير طبيعي (تكون مدة المرحلة الأولى والمرحلة الثانية مجتمعة أقل من ساعتين) وتبلغ ذروتها في مرحلة الإخراج السريع والعفوي للرضيع. تحدث الولادة غالبًا دون الاستفادة من التعقيم.

## العوامل المسببة
هناك عوامل مشتركة قد تجعل المرأة تلد بسرعة. تشمل هذه العوامل:
1. الامهات المتعددة الولادات واللاتي يعانين من استرخاء عضلات قاع الحوض أو العجان هم أكثر عرضة لقصور فترة المخاض والطرد الطبيعي فترة قصيرة للغاية من الطرد.
2. الامهات المتعددة الولادات واللاتي لديهن تقلصات قوية وقابضة بشكل غير عادي. قد يؤدي اثنان إلى ثلاثة تقلصات قوية إلى ظهور الطفل بسرعة كبيرة.
3. عدم وجود تحذيرات كافية للولادة الوشيكة بسبب غياب الإحساس بالألم أثناء المخاض.

## خطر الولادة العجولة
هناك العديد من المضاعفات المرتبطة بالولادة السريعة لكل من الأم والمولود. يتم تصنيفهم كلًا على حِدى.

### الأم
قد تسبب الولادة المتعجلة تمزقات في عنق الرحم أو المهبل أو العجان. النزول السريع وولادة الرضيع لا يسمحان لأنسجة الأم بالوقت الكافي للتمدد واستيعاب مرور الرضيع. قد يكون هناك نزيف ناتج عن تمزقات أو تورم دموي في عنق الرحم أو المهبل أو العجان. قد يحدث أيضًا نزيف من الرحم. ونى الرحم قد ينتج عن الإرهاق العضلي بعد الولادة القوية والسريعة بشكل غير عادي. قد تكون هناك عدوى نتيجة الولادة غير المعقمة.

### حديثي الولادة
قد تتسبب الولادة العجولة في حدوث نزيف داخل الجمجمة ناتج عن تغير مفاجئ في الضغط على رأس الجنين أثناء الإخراج السريع. قد تسبب أيضًا شفط السائل الأمنيوسي إذا لم تتم مراقبته عند الولادة أو بعدها مباشرة. قد تكون هناك عدوى نتيجة الولادة غير المعقمة.